# Vatxè Mamiconi
Vatxè Mamiconi (armeni Վաչե Մամիկոնյան) fou sparapet d'Armènia en temps del rei Khosrov II d'Armènia (s. IV).
Era fill d'Artavasdes I Mamiconi, el membre més antic conegut de la família dels Mamiconis, qui fou sparapet vers l'any 300.
Els feudals Manavazian (senyors de Manavazkert o Malazgird) i el Urduni (senyors del Ordoru) es van enfrontar durament a Armènia. El rei va intentar posar pau però no ho va aconseguir i ho va encarregar a Vatxè Mamiconi, que va exterminar a les dues cases, i les seves terres foren donades en part als bisbes de Mantziciert i Bassèn. Vatxè Mamiconi i Baanes Amatuni també van derrotar els Beznuní del Beznunik (regió de Khelat) que s'havien aliat als perses, i els van confiscar les terres. Sanatruk, príncep aghuan de la regió de Phaitarakan (la regió a la confluència entre el Kura i l'Araxes) que restava fidel al paganisme, va envair Armènia ajudat pels alans i altres tribus del Caucas i van assetjar a Khosrov II a la fortalesa de Tariunq (després Bayazid) a la província de Kogovit, però el rei amb l'ajut del Vatxè Mamiconi, Bagrat Bagratuní, Baanes Amatuni, Mehudak Reixtuní, i Garegin Reixtuní, i de forces romanes dirigides pel general Antíoc, va poder-los rebutjar i els invasors foren derrotats prop de Vagharxapat, i després altre cop davant Oixakan (regió d'Aragatzotn), batalla en la qual Sanatruk va morir. Vatxè fou substituït al front dels Mamiconis pel seu fill Vasaces Mamiconi. Un altre Vatxè Mamiconi, de filiació no establerta (possible fill de Vardanes Mamiconi), va dirigir la família vers el 376 després de l'assassinat de Musel I Mamiconi, per decisió del rei, però va abdicar quan va arribar Manuel Mamiconi de Pèrsia vers el 377.